# Bâtiment du Gouvernement de Kuopio
Le bâtiment du Gouvernement de Kuopio (finnois : Kuopion lääninhallitusrakennus) est un bâtiment construit dans le quartier Väinölänniemi à Kuopio en Finlande,. 

## Présentation

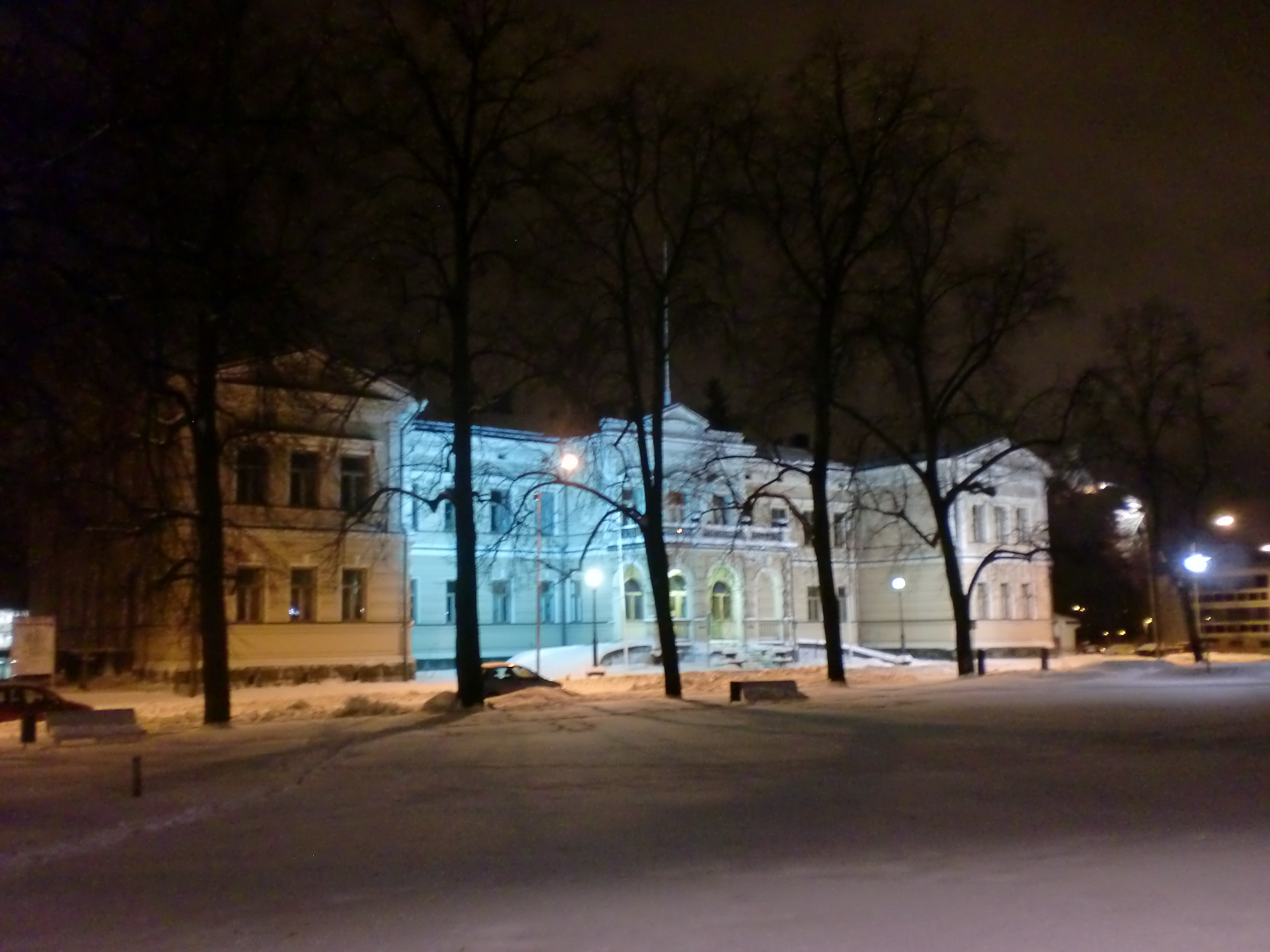
Bâtiment du Gouvernement de Kuopio

Conçu par Konstantin Kiseleff, l'édifice de style néo-Renaissance est construit en 1882.
Le bâtiment est situé rue Hallituskatu en bordure du parc Piispanpuisto. 
Le personnel de l'administration du Gouvernement de Kuopion s'y installe en 1885. 
L'intérieur et l'extérieur du bâtiment sont un site historique protégé qui appartient à l'entreprise publique propriétés du Sénat.
De nos jours, il est le site à Kuopio de l'agence d'administration régionale de la Finlande orientale.